# Contea di Tippecanoe
La contea di Tippecanoe (in inglese Tippecanoe County) è una contea dello Stato dell'Indiana, negli Stati Uniti. La popolazione al censimento del 2000 era di 148 955 abitanti. Il capoluogo di contea è Lafayette. Fu teatro di uno scontro non conclusivo tra esercito statunitense e popolazione indiana locale nel 1811 (Battaglia di Tippecanoe).